# Emirernas emir
Emirernas emir, Amīr al-umarā, var titeln för befälhavaren för kalifens livvakt. Från och med kalifen ar-Rādīs (al-Rādī bi’llāh ibn al-Muqtadir) regeringstid (934-40) blev Amīr al-umarā den reella makthavaren i kalifatet. Till posten utnämndes 936 en Ibn Rāīq, son till en frigiven khazarisk slav, som då fick befogenheter vilka i rangordningen placerade honom före vesiren. Detta var resultatet av en längre period av militarisering och geografisk maktförskjutning inom kalifatet, vilka successivt överflyttade makten från arabiska kalifer till icke-arabiska militära befälhavare, inte sällan av slavursprung. Ibn Rāīq efterträddes 940 på posten av Baçkam, ytterligare en turkisk emir med slavbakgrund. Maktförskjutningen från kalifen till Amīr al-umarā permanentades definitivt när ämbetet 945 övertogs av buyiderna, en persisk furstesläkt. Därefter var kaliferna fullständigt maktlösa galjonsfigurer.